# 富士通山口情報
株式会社富士通山口情報（ふじつうやまぐちじょうほう、英称:FUJITSU YAMAGUCHI INFORMATION CO., LTD）は、かつて存在したシステムインテグレーター。富士通の完全子会社。

## 概要
山口県を主な活動地域とし、主に山口県の地方公共団体、医療機関等にシステム・ソリューションの提供を行っていた。
2021年4月1日付で、富士通新潟システムズ、富士通ワイエフシー、富士通エフ・オー・エムの3社と共に富士通Japanへ吸収合併され、富士通山口情報は解散した。

## 沿革
- 1968年5月24日 - 宇部電子計算センターとして設立。
- 1995年11月 - 富士通山口情報に商号変更。
- 2004年12月1日 - 富士通が保有していた株式が富士通中国システムズに譲渡され、同社の子会社となる。
- 2012年4月 - 富士通中国システムズが吸収合併され、富士通システムズ・ウエストの子会社となる。
- 2016年11月 - 富士通システムズ・ウエストが吸収合併され、富士通の直接の子会社となる。
- 2021年4月 - 富士通Japanへ吸収合併され、富士通山口情報は解散[2]。

## 事業所一覧
- 本社 - 山口県宇部市山中295-23（山口テクノパーク）
- 東京事務所 - 東京都大田区蒲田5丁目37-1（ニッセイアロマスクエア5階）